# Les Torres de Sanui
Les Torres de Sanui és una partida de Lleida. L'any 2018 tenia 849 habitants.

## Història
Actualment és una partida de l'horta de Lleida però antigament va arribar a ser un poble del municipi de Lleida (Segrià), a 5 km de la ciutat, al NW, al peu de la serra llarga, entre les Collades, Fontanet Curt i el Tossal Roig, a poca distància de l'actual carretera d'Osca.
És esmentat els anys immediats a la conquesta de Lleida (1149). El 1168 constituïa una parròquia dedicada a sant Salvador, sufragània de la de Sant Martí de Lleida. El fogatjament de la ciutat de Lleida i dels pobles de la seva contribució del Segle XV, era realitzat per a cobrar l'impost del "maridatge" per formar la dot de la Infanta Isabel, filla gran de Ferran II i Isabel de Castella. El 1429 tenia 26 focs, el 1491 23 focs, el 1497 22 focs, el 1515 25 focs i el 1553 només set; el 1536 el batlle de les Torres de Sanui era en Joan Ganàs. Com a poble desaparegué a causa de la guerra dels Segadors (1640-1646). En les actes de la Paeria del 1696 consta com a despoblat. Els darrers anys aquesta zona ha esdevingut un centre agrícola i pecuari molt important, amb conreus intensius d'horta, repoblat de torres o cases de camp escampades. Hi ha vestigis del poble antic, del fossar, de les muralles i d'unes sitges. Abans de 1936 àdhuc restava el temple parroquial, d'estil romànic.